# Associazione Calcio Padova 1971-1972
Questa voce raccoglie le informazioni riguardanti l'Associazione Calcio Padova nelle competizioni ufficiali della stagione 1971-1972.

## Rosa
| N. |                   | Ruolo | Calciatore          |
| -- | ----------------- | ----- | ------------------- |
|    | Italia (bandiera) | P     | Sergio Buso         |
|    | Italia (bandiera) | P     | Claudio Galassi     |
|    | Italia (bandiera) | D     | Siro Dal Pozzolo    |
|    | Italia (bandiera) | D     | Vando Freddi        |
|    | Italia (bandiera) | D     | Mauro Gatti         |
|    | Italia (bandiera) | D     | Adriano Grava       |
|    | Italia (bandiera) | D     | Roberto Marin       |
|    | Italia (bandiera) | D     | Lorenzo Miozzo      |
|    | Italia (bandiera) | D     | Gianni Nicetto      |
|    | Italia (bandiera) | C     | Maurizio Barbierato |
|    | Italia (bandiera) | C     | Luciano Bigon       |
|    | Italia (bandiera) | C     | Carlo Chiodi        |

| N. |                   | Ruolo | Calciatore            |
| -- | ----------------- | ----- | --------------------- |
|    | Italia (bandiera) | C     | Dionisio Collavini    |
|    | Italia (bandiera) | C     | Roberto Filippi       |
|    | Italia (bandiera) | C     | Achille Fraschini     |
|    | Italia (bandiera) | C     | Gritto Modonese       |
|    | Italia (bandiera) | C     | Roberto Panisi        |
|    | Italia (bandiera) | C     | Roberto Tombolato     |
|    | Italia (bandiera) | A     | Alessandro Barbagallo |
|    | Italia (bandiera) | A     | Giuliano Boscolo      |
|    | Italia (bandiera) | A     | Walter Frisoni        |
|    | Italia (bandiera) | A     | Rolando Girotto       |
|    | Italia (bandiera) | A     | Giuseppe Lazzaro      |

## Risultati

### Campionato

#### Girone di andata
| 1ª giornata | Solbiatese | 2 – 0 | Padova |  |

| 2ª giornata | Padova | 1 – 1 | Trento |  |

| 3ª giornata | Savona | 0 – 1 | Padova |  |

| 4ª giornata | Padova | 1 – 0 | Pro Patria |  |

| 5ª giornata | Lecco | 2 – 0 | Padova |  |

| 6ª giornata | Padova | 5 – 2 | Pro Vercelli |  |

| 7ª giornata | Treviso | 1 – 1 | Padova |  |

| 8ª giornata | Padova | 3 – 1 | Piacenza |  |

| 9ª giornata | Alessandria | 1 – 0 | Padova |  |

| 10ª giornata | Padova | 2 – 0 | Verbania |  |

| 11ª giornata | Rovereto | 0 – 0 | Padova |  |

| 12ª giornata | Padova | 2 – 1 | Imperia |  |

| 13ª giornata | Legnano | 2 – 1 | Padova |  |

| 14ª giornata | Padova | 5 – 1 | Seregno |  |

| 15ª giornata | Udinese | 2 – 0 | Padova |  |

| 16ª giornata | Padova | 0 – 0 | Venezia |  |

| 17ª giornata | Cremonese | 2 – 1 | Padova |  |

| 18ª giornata | Padova | 3 – 3 | Derthona |  |

| 19ª giornata | Belluno | 1 – 0 | Padova |  |

#### Girone di ritorno
| 20ª giornata | Padova | 0 – 0 | Solbiatese |  |

| 21ª giornata | Trento | 0 – 1 | Padova |  |

| 22ª giornata | Padova | 1 – 0 | Savona |  |

| 23ª giornata | Pro Patria | 1 – 0 | Padova |  |

| 24ª giornata | Padova | 2 – 0 | Lecco |  |

| 25ª giornata | Pro Vercelli | 1 – 0 | Padova |  |

| 26ª giornata | Padova | 1 – 0 | Treviso |  |

| 27ª giornata | Piacenza | 1 – 1 | Padova |  |

| 28ª giornata | Padova | 2 – 2 | Alessandria |  |

| 29ª giornata | Verbania | 1 – 0 | Padova |  |

| 30ª giornata | Padova | 2 – 1 | Rovereto |  |

| 31ª giornata | Imperia | 1 – 1 | Padova |  |

| 32ª giornata | Padova | 0 – 1 | Legnano |  |

| 33ª giornata | Seregno | 1 – 0 | Padova |  |

| 34ª giornata | Padova | 2 – 1 | Udinese |  |

| 35ª giornata | Venezia | 2 – 3 | Padova |  |

| 36ª giornata | Padova | 1 – 1 | Cremonese |  |

| 37ª giornata | Derthona | 4 – 2 | Padova |  |

| 38ª giornata | Padova | 0 – 0 | Belluno |  |